# Шёгрен, Эмиль
Ю́хан Гу́став Эми́ль Шёгрен (швед. Johan Gustaf Emil Sjögren; 16 июня 1853, Стокгольм — 1 марта 1918, Книвста, лен Уппсала) — шведский композитор, органист, пианист.
- Swedish Musical Heritage - Emil Sjögren

## Биография
В 1874 г. окончил Королевскую музыкальную консерваторию в Стокгольме по классам Xильды Тегерстрём и Оскара Буландера (фортепиано). Затем учился у Густава Манкеля (орган) и Германа Беренса (теория музыки), в 1879—1880 гг. — в Берлине у Фридриха Киля (композиция) и Карла Августа Хаупта (орган), затем — в Вене у Германа Греденера (композиция).
В 1880—1884 гг. — органист во французской реформаторской церкви в Стокгольме. В 1886—1888 гг. преподавал в музыкальной школе Рихарда Андерссона в Стокгольме. C 1891 года и до конца жизни — органист в церкви Святого Иоанна в Стокгольме. С 1910 г. жил в Книвсте. Похоронен на Северном кладбище Стокгольма.
Член Шведской академии с 1892.

### Семья
Отец — Юхан Густав Шёгрен (швед. John Gustav Sjögren; ум. 1863), портной; мать — Кристина Катарина Ливенгрен (швед. Christina Catharina Liewengren; ум. в 1890-х).
Жена (с 1897) — Берта Дальман (швед. Berta Elisabeth Dahlman; 1866 — ?).

## Творчество
Как органист и пианист в 1884—1885 концертировал в Вене, Мюнхене, Венеции, в 1901—1914 гг. — в Париже. Во Франции музыка Шёгрена пользовалась особой популярностью: так, премьеру его первой скрипичной сонаты исполнил Эмиль Соре, четвёртой — Андре Манжо, пятой — Джордже Энеску.
Представитель романтического направления в шведской музыке. В его сочинениях заметно влияние Э. Грига, С. Франка, К. Сен-Санса; в вокальной лирике 1880-х гг. проявляются черты импрессионизма.

### Избранные произведения
песни для голоса и фортепиано
более 150 песен на стихи Б. Бьёрнсона, Х. Андерсена, Г. Ибсена, Дж. Байрона, С. Топелиуса, Б. Э. Мальмстрёма, Х. Драхмана, Г. У. Лонгфелло, Э. фон дер Реке, Т. Мура, К. А. Мелина и других (в том числе «Мари!», 1905 — на стихи жены, Берты Шёнгрен).
для мужского хора a capella
семь произведений
для хора с сопровождением
- Вакханалия — для солистов, хора и оркестра, соч. 7, 1883
- Остров Вояж — для мужского хора и оркестра, соч. 18, 1884/85
- Кантата для освящения церкви Святого Иоанна — для солистов, хора и органа, соч. 26, 1890
- Рождественская песня — для альта, хора и фортепиано / органа, 1890
- Кантата для праздника памяти Якоба Берцелиуса — для солиста, хора и фортепиано, соч. 30, 1898
- Свадебная кантата (к свадьбе Даниэля Бюрена) — для мужского хора и органа, 1902
- Шесть гимнов и псалмов — для солистов, хора и органа / фортепиано, 1895, 1897, 1898, 1903, 1908, соч. 51, 1909
- Песня гуляк — для мужского хора, солистов и оркестра, соч. 60, 1911

для оркестра
- Фестиваль соч 28, 1892 (инструментовка завершена Акселем Бергстрёмом)

Камерная музыка
- Соната № 1 соль минор, соч. 19, 1886
- Соната № 2 ми минор, соч. 24, 1889
- 2 фантазии для скрипки и фортепиано, соч. 27, 1890
- 2 лирические пьесы для скрипки и фортепиано, 1898
- Соната № 3 соль минор, соч. 32, 1900
- Соната № 4 си минор, соч. 47, 1908
- Соната для виолончели ля мажор, соч. 58, 1912
- Соната № 5 ля минор, соч. 61, 1914

для фортепиано
- Две фантазии, 1872
- Три фантазии, 1875
- Праздничный полонез, 1875
- Похоронный марш (на смерть Жозефины), 1876
- Экспромт в форме марша, 1876
- Trebelli-полька, 1877
- Три фантазии, 1877
- Три фантазии, 1877—1878
- Листок из альбома, 1882
- Erotikon, соч. 10, 1883
- 6 новелл, соч. 14, 1884
- На прогулке, соч. 15, 1884
- 8 пьес, 1886
- Полька-каприз, 1887
- Nenia… (памяти Анны Клемминг), 1889
- 4 эскиза, соч. 27, 1890
- Мысли о нынешнем и былом, соч. 23, 1891
- Прелюдия до мажор, 1892
- Анданте, 1894
- Лирические стихи, 1899
- Соната № 1 ми минор, соч. 35, 1901
- 2 экспромта, соч. 36, 1902
- Серенада, 1902
- Прелюдия и фуга ре минор, соч. 39, 1904
- Соната № 2 ля мажор, соч. 44, 1905
- Тема с вариациями, соч. 48, 1909
- 2 скерцо, соч. 52, 1911
- 7 вариаций на шведский королевский гимн, соч. 64, 1915
- Вальс-каприз, 1917

для фортепиано в 4 руки
- Праздничный полонез ми мажор, соч. 5, 1880
- Праздничный полонез B-dur, 1881
- Небольшая гармоническая пьеса, 1901/02

для органа
- Канон ля минор, 1880
- Фуга ля минор, 1880
- Прелюдия и фуга № 1 соль минор, соч. 4, 1880
- Две маленькие прелюдии соль минор, до мажор, 1903/04
- Прелюдия до мажор, 1905
- 24 Легенды, соч. 46, 1906/07
- Прелюдия и фуга № 2 ля минор, соч. 49, 1907
- памяти Юхана Эльмблада, 1910
- Прелюдия ля минор
- Прелюдия и фуга № 3 до мажор, 1908/14.

## Награды и признание
1883 — премия на конкурсе скандинавских композиторов — за цикл «Эротикон».

## Память
В 2003 году создано общество Эмиля Шегрена.
Его имя носит улица в Книвсте — Emil Sjögrens väg.
В саду виллы Ovansjö (ныне — Gula villa) по улице Эмиля Шёгрена в Книвсте, в которой он жил, установлен памятник работы Эрика Шталя.